# Challenger de Binghamton
El Challenger de Binghamton, llamado Levene Gouldin & Thompson Tennis Challenger por razones de patrocinio, es un torneo de tenis de la categoría Challenger que se disputa en la ciudad de Binghamton desde el año 1994. Se juega en superficie dura.

## Finales

### Individuales
| Año  | Campeón             | Finalista        | Resultado     |
| ---- | ------------------- | ---------------- | ------------- |
| 2017 | Cameron Norrie      | Jordan Thompson  | 6-4, 0-6, 6-4 |
| 2016 | Darian King         | Mitchell Krueger | 6-2, 6-3      |
| 2015 | Kyle Edmund         | Bjorn Fratangelo | 6-2, 6-3      |
| 2014 | Sergiy Stakhovsky   | Wayne Odesnik    | 6-4, 7-69     |
| 2013 | Alex Kuznetsov      | Bradley Klahn    | 6-4, 3-6, 6-3 |
| 2012 | Michael Yani        | Fritz Wolmarans  | 6-4, 7-611    |
| 2011 | Paul Capdeville     | Wayne Odesnik    | 7-64, 6-3     |
| 2010 | Kei Nishikori       | Robert Kendrick  | 6-3, 7-64     |
| 2009 | Paul Capdeville     | Kevin Anderson   | 7-67, 7-611   |
| 2008 | Paul Capdeville     | Rajeev Ram       | 4-6, 6-3, 6-1 |
| 2007 | Thomas Johansson    | Dušan Vemić      | 6–4, 7–6      |
| 2006 | Scott Oudsema       | Lukáš Lacko      | 7–6, 6–2      |
| 2005 | Andy Murray         | Alejandro Falla  | 7–6, 6–3      |
| 2004 | Noam Okun           | Danai Udomchoke  | 6–3, 4–6, 6–1 |
| 2003 | Ivo Karlović        | Nicolas Thomann  | 7–6, 6–7, 7–6 |
| 2002 | Scott Draper        | Peter Luczak     | 7–6, 6–4      |
| 2001 | Cedric Kauffmann    | Noam Behr        | 7–5, 6–1      |
| 2000 | Takao Suzuki        | Yoon Yong-il     | 6–1, 6–4      |
| 1999 | Antony Dupuis       | Brett Steven     | 6–7, 6–1, 6–4 |
| 1998 | Takao Suzuki        | Diego Nargiso    | 5–2, RET.     |
| 1997 | David Witt          | Brian MacPhie    | 6–2, 6-4      |
| 1996 | Vincenzo Santopadre | Sargis Sargsian  | 6–3, 3–6, 6–3 |
| 1995 | Shuzo Matsuoka      | Jamie Morgan     | 2–6, 7–6, 6–3 |
| 1994 | Leander Paes        | David Witt       | 6–4, 6–2      |

### Dobles
| Año  | Campeones                            | Finalistas                            | Resultado           |
| ---- | ------------------------------------ | ------------------------------------- | ------------------- |
| 2017 | Denis Kudla Daniel Nguyen            | Jarryd Chaplin Luke Saville           | 6-3, 7-65           |
| 2016 | Matt Reid John-Patrick Smith         | Liam Broady Guilherme Clezar          | 6-4, 6-2            |
| 2015 | Dean O'Brien Ruan Roelofse           | Daniel Nguyen Dennis Novikov          | 6-1, 7-60           |
| 2014 | Daniel Cox Daniel Smethurst          | Marius Copil Sergiy Stakhovsky        | 6-73, 6-2, 10-6     |
| 2013 | Bradley Klahn Michael Venus          | Adam Feeney John-Patrick Smith        | 6-3, 6-4            |
| 2012 | Dudi Sela Harel Srugo                | Adrien Bossel Michael McClune         | 6–2, 3–6, [10]      |
| 2011 | Juan Sebastián Cabal Robert Farah    | Treat Conrad Huey Frederik Nielsen    | 6–4, 6–3            |
| 2010 | Treat Conrad Huey Dominic Inglot     | Scott Lipsky David Martin             | 5–7, 7–6(2), [10–8] |
| 2009 | Rik de Voest Scott Lipsky            | Carsten Ball Kaes Van't Hof           | 7–6(2), 6–4         |
| 2008 | Carsten Ball Travis Rettenmaier      | Brian Battistone Dann Battistone      | 6–3, 6–4            |
| 2007 | Scott Oudsema Ryan Sweeting          | Richard Bloomfield Im Kyu-tae         | 7–6, 7–5            |
| 2006 | Scott Lipsky David Martin            | Colin Fleming Jamie Murray            | 7–5, 5–7, [10–3]    |
| 2005 | Huntley Montgomery Tripp Phillips    | Alex Bogomolov Jr. Travis Rettenmaier | 6–3, 6–2            |
| 2004 | Huntley Montgomery Tripp Phillips    | Rik de Voest Nathan Healey            | 7–6, 7–6            |
| 2003 | Jonathan Erlich Andy Ram             | Stephen Huss Myles Wakefield          | 6–4, 6–3            |
| 2002 | Paul Goldstein Scott Humphries       | Amir Hadad Robert Kendrick            | 4–6, 7–6, 7–5       |
| 2001 | Bobby Kokavec Frédéric Niemeyer      | Amir Hadad Andrew Nisker              | 2–6, 6–4, 6–1       |
| 2000 | Justin Bower Jeff Coetzee            | Lorenzo Manta Laurence Tieleman       | 6–3, 7–5            |
| 1999 | Mitch Sprengelmeyer Jason Weir-Smith | Kevin Kim Lee Hyung-taik              | 5–7, 6–4, 6–2       |
| 1998 | Myles Wakefield Wesley Whitehouse    | Petr Luxa Bernardo Martínez           | 7–5, 2–6, 7–5       |
| 1997 | Brian MacPhie Jeff Salzenstein       | Emanuel Couto Tamer El Sawy           | 7–5, 6–7, 6–3       |
| 1996 | Justin Gimelstob Jeff Salzenstein    | David DiLucia Kenny Thorne            | 6–2, 6–4            |
| 1995 | Scott Humphries Adam Peterson        | Neil Borwick Jamie Morgan             | 7–6, 6–2            |
| 1994 | David DiLucia Chris Woodruff         | Neville Godwin Scott Sigerseth        | 4–6, 6–4, 6–3       |

.